# Hubert Maga
Coutoucou Hubert Maga (Parakou, agosto 1916 – Cotonou, 8 maggio 2000) è stato un politico beninese.
Attivo soprattutto nel periodo in cui il Benin era conosciuto come Dahomey, nel 1960 è diventato il primo Presidente della Repubblica di Dahomey dopo l'indipendenza dalla Francia. Dopo aver portato il Paese sull'orlo di una crisi devastante, fu deposto da un colpo di Stato guidato da Christophe Soglo nell'ottobre 1963.
In seguito Maga fu carcerato per corruzione e per aver complottato l'assassinio di Soglo. Dopo il suo rilascio, nel 1965, si rifugiò per un periodo prima in Togo e poi a Parigi. 
Nel 1970 è ritornato sulla scena politica nazionale come parte di un triumvirato che comprendeva anche Sourou-Migan Apithy e Justin Ahomadegbé-Tomêtin. Questi tre personaggi politici si alternarono al potere nei primi anni '70 e, in particolare, Maga fu nuovamente Presidente dal maggio 1970 al maggio 1972. Dopo il colpo di Stato guidato da Mathieu Kérékou (ottobre 1972), Maga e gli altri due politici del triumvirato rimasero imprigionati fino al 1981.

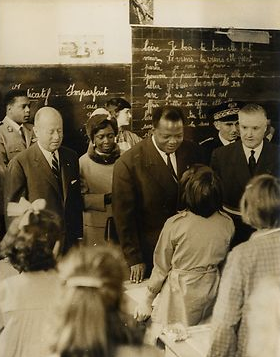
Hubert Maga nel 1961.

Maga si ritirò dalla scena politica dopo la sua liberazione. Fece una sola apparizione del 1990, in occasione della Conferenza Nazionale che ha dato l'amnistia a tutti i rifugiati politici. Morì nel 2000.